# Chariesthes leonensis
Chariesthes leonensis är en skalbaggsart som beskrevs av Stefan von Breuning 1939. Chariesthes leonensis ingår i släktet Chariesthes och familjen långhorningar.
Artens utbredningsområde är:
- Senegal.
- Sierra Leone.

Inga underarter finns listade i Catalogue of Life.